# Sudão nos Jogos Olímpicos de Verão de 1996
O Sudão participou dos Jogos Olímpicos de Verão de 1996 em Atlanta, Estados Unidos. A delegação foi composta por quatro desportistas.

## Desempenho

### Atletismo
Masculino
| Atleta                     | Evento   | Eliminatórias | Eliminatórias | Semifinais  | Semifinais  | Final       | Final       |
| Atleta                     | Evento   | Res.          | Pos.          | Res.        | Pos.        | Res.        | Pos.        |
| -------------------------- | -------- | ------------- | ------------- | ----------- | ----------- | ----------- | ----------- |
| Mohamed Babiker Yagoub     | 800 m    | 1:48.50       | 5º/bat. 7     | Não avançou | Não avançou | Não avançou | Não avançou |
| Khamis Abdullah Seifeddine | 5000 m   | 14:15.21      | 12º/bat. 3    | Não avançou | Não avançou | Não avançou | Não avançou |
| Ahmed Adam Salah           | Maratona |               |               |             |             | 2:25:12     | 68º         |

### Tênis de mesa
Masculino
| Atleta              | Prova      | Primeira fase                                               | Primeira fase | Oitavas-de-final       | Quartas-de-final       | Semifinais             | Final                  | Final |
| Atleta              | Prova      | Adversários e resultados                                    | Pos.          | Adversário e resultado | Adversário e resultado | Adversário e resultado | Adversário e resultado | Pos.  |
| ------------------- | ---------- | ----------------------------------------------------------- | ------------- | ---------------------- | ---------------------- | ---------------------- | ---------------------- | ----- |
| Ahmed Mohamed Osama | Individual | CHN Kong L. D 0–2 TPE Chiang P-L. D 0–2 JPN T. Tasaki D 0–2 | 4º (gr. A)    | Não avançou            | Não avançou            | Não avançou            | Não avançou            | =49º  |

Legenda
| Recorde mundial      | Recorde mundial (World record)               |                       | Recorde africano                      | Recorde africano (African) |                                           | Q | Classificado por posição (Qualified) |
| Recorde olímpico     | Recorde olímpico (Olympic record)            | Recorde da América    | Recorde da América (Americas)         | q                          | Classificado por melhor tempo (Qualified) |   |                                      |
| Melhor marca do ano  | Melhor marca do ano (World leading)          | Recorde asiático      | Recorde asiático (Asian)              | DNS                        | Não largou (Did not start)                |   |                                      |
| Recorde nacional     | Recorde nacional (National record)           | Recorde europeu       | Recorde europeu (European)            | DNF                        | Não terminou (Did not finish)             |   |                                      |
| Recorde pessoal      | Recorde pessoal do atleta (Personal best)    | Recorde da Oceania    | Recorde da Oceania (Oceania)          | DSQ / DQ                   | Desclassificado (Disqualified)            |   |                                      |
| Recorde da temporada | Recorde da temporada do atleta (Season best) | Recorde sul-americano | Recorde sul-americano (South America) | NM                         | Sem marca (No mark)                       |   |                                      |